# 山本光男 (作曲家)
山本 光男（やまもと みつお、Mitsuo Yamamoto）は、栃木県宇都宮市出身の作曲家、編曲家、そしてJ-POP、AOR、R&B、ROCK、ブラジル音楽、JAZZ、クラシック、ゴスペルなどノンジャンルの音楽プロデューサー。

## 略歴
ヤマハ音楽振興会と作家契約をして、作曲家活動をスタート。
20代は数多くのCM音楽を手掛ける。その後数多くのアーティストへの楽曲提供、編曲、プロデュースなどを行う。
また信長の野望 戦国群雄伝を始め、金色のコルダなどゲーム音楽の作曲家としても経歴が長い。
Vintage SynthsizerやFender Rhodes & Rhodes（電気ピアノ）への造詣も深く、様々なジャンルに渡るアーティスト・ミュージシャンのプロデュース業や楽曲提供も行っている。
また、LAでJeremy Lubbock氏にオーケストレーションを学んでいる。
FMラジオ番組のパーソナリティ＆制作もこなす。

## 人物
小学校の担任が音楽教諭で4～6年の音楽の授業を全国の小学校研究クラスに指定され、授業の半分を作曲にあてられて作曲を始める。小学5年の時にできたブラスバンドに、姉がフルートを所有していた為にフルート担当になる。フルート組は20人程で本人以外の全員が女子だった為、3ヶ月で嫌気をさしてトランペットに楽器を変えて卒業まで担当。中学に入りヴァイオリンを始める。その後アルトサックスなどにも手を出すが、練習嫌いで演奏技術は全く向上せず、同時期にシンセサイザーも始め、曲を書く事が多くなる。
1977年にYAMAHA SS-30、1978年にKORG MS−20を購入して、所有していたTEAC A-3340Sという4トラックのオープルリールデッキでオリジナル曲を多重録音する日々を送る。
高校3年の時に出場した「フレッシュサウンズコンテスト」で、ベストキーボーディスト賞を受賞。
大学浪人中に幼馴染み達と結成したバンドで幾つかのコンテストに出場。地元タウン情報誌「もんみや」主催の第一回バンドコンテストでグランプリを獲得する。
20代に300を超えるCM音楽を作曲。その後元々好きだったクラシックやジャズ、ブラジル音楽、AOR、カントリー、ゴスペル、R&Bなどのアーティストを手掛け、その作品ジャンルは多岐に渡る。DAWからオーケストレーションまで得意とし、近年はMIXまで手掛ける。
グルマンとしても知られ、京料理とシチリア料理、イタリアワインには目がない。

## 主な作品

### 作曲編曲プロデュース

#### J-POP
- 菊地朋貴『7 WEATHERS』(編曲＆アルバムプロデュース）
- 鈴木康博「Dream Dream Dream」「最後の約束」『Anyone』『Knockin' on Your Heart』(編曲・コプロデュースなど）
- 鈴木康博&細坪基佳『四月になれば僕らは』(編曲・コプロデュース）
- ブレッド＆バター「LONDON-PARIS-NEW YORK 湘南」（編曲）
- 中島啓江「愛さずにはいられない」「Tinkle A Bell-深い愛に包まれて-」（編曲）
- 紙ふうせん＆フレンズ「翼をください」（編曲）（1997年FIFAワールドカップフランス大会日本代表チーム応援歌）
- 高橋真梨子「貴方と」（作曲  岩沢幸矢と共作）
- あんべ光俊「Taste of Love」（編曲）
- A.B.C.（元オフコース清水仁、松尾一彦、大間ジローのユニット）『A.B.C. vol.1』（編曲・コプロデュース）、『A.B.C. vol.2』（ストリングス編曲＆プログラム）
- 松尾一彦『Untitled 23 Works』（シンセプログラム＆ミックス）
- 小泉恒平『春が来た』（編曲）
- 石原千恵子『Time Goes On』(編曲）
- 美波「ETERNAL BLUE」（編曲）
- 石井照美『想い出の暦/さくらんぼ便り』(編曲＆アルバムプロデュース）
- 坂本三佳『SILENCE』(編曲）、『PROCESS』(編曲）(両作ともに写真集付きミニアルバム)

#### JAZZ
- 村本玲奈『REYNA』(編曲＆アルバムプロデュース）
- 村本玲奈『Smile』(編曲＆アルバムプロデュース）
- 村本玲奈『10 years past ～Reyna The Best』(編曲＆アルバムプロデュース）
- クロスフィールド（西村和真＆緒方裕光）『Close Field』(アルバムプロデュース）
- 宮野寛子『Precious Moments』(アルバムプロデュース）[1]
- 河村留理子『Loo Loo』(編曲＆アルバムプロデュース）
- 下總佐代子『Keep Steppin'』(レーベルプロデュース）
- 下總佐代子『Feel Swingin'』(レーベルプロデュース）
- JAZZ VOCAL SHOWCASE vol.1 (アルバムプロデュース）
- JAZZ VOCAL SHOWCASE vol.2 (編曲＆アルバムプロデュース）
- 's Honey『Bitter Sweet』(編曲＆アルバムプロデュース）

#### SMOOTH JAZZ
- 田口麻衣『Smooth Jazz Showcase vol.1』
- UKO『Smooth Jazz Showcase vol.2』

#### ブラジル音楽
- シャカラ『ナトゥレーザ』(キーボード＆シンセプログラム）
- Hatsumi『Feliz』(作曲・編曲＆アルバムプロデュース）

#### CLASSIC
- 高橋里奈『ラフマニノフ 24の前奏曲集』、『夢のあとに After a Dream ～Romance～』、『愛のメロディ』(アルバムプロデュース）
- DUO A&K『カレイドスコープ』(アルバムプロデュース）

#### CLASSICAL CROSSOVER
- 『Ballet Music』（作曲・編曲＆アルバムプロデュース）
- 藤田真紀子『New Age Showcase vol.1』（編曲＆アルバムプロデュース）
- 『Salon Music』（シンセプログラム）

#### ゲーム音楽
- 信長の野望 戦国群雄伝（作曲・編曲）[2]
- 維新の嵐（作曲・編曲）[3]
- 三国志
- 金色のコルダ2『グローリア』（ドラマCD劇伴）
- 金色のコルダ2『熱風ウィング』（ドラマCD劇伴）
- 金色のコルダ2『青空トーン』（ドラマCD劇伴）
- 金色のコルダ2『雪どけの陽光』（ドラマCD劇伴）
- 金色のコルダ2『Tears』[4]
- 金色のコルダ2fアンコール『グラディエーション』（作曲・編曲・ドラマ劇伴）
- 金色のコルダ3『SSI～星奏学院～』（ドラマCD劇伴）
- 金色のコルダ3『SSII～至誠館～』（ドラマCD劇伴）
- 金色のコルダ3『SSIII～神南～』（ドラマCD劇伴）
- 金色のコルダ3『SSIV～天音学園～』（ドラマCD劇伴）[5]
- マーベラス・ツインズ（作曲・編曲・ドラマ劇伴）
- 大航海時代（シンセプログラム）
- 信長の野望 全国版（シンセプログラム）
- 蒼き狼と白き牝鹿・ジンギスカン（シンセプログラム）

#### アニメ音楽・漫画イメージアルバム
- 劇場版カードキャプターさくら 封印されたカード（挿入歌編曲）
- The Powerpuff Girls（編曲）
- ゴーゴーヘブン!!（日髙のり子・田中真弓・緑川光・井上和彦・横山智佐）（作曲＆編曲）

#### CM音楽
- 龍角散（1987年津川雅彦編）
- エースコックもちもちラーメン
- JT キャメル
- 沢の鶴
- リクルート
- 旭化成　その他多数

#### 映画＆テレビドラマ
- 君の瞳をタイホする! （劇伴　鈴木康博と共作）
- 愛しあってるかい! （劇伴　鈴木康博と共作）
- 夏樹静子トラベルサスペンス（劇伴　菅野よう子と共作）
- センチメンタルシティマラソン（劇伴　主演：ともさかりえ）

#### イベントその他
- スペースワールド Sound and Light Cocktail（作曲・編曲）
- ミラクルショッピング ～ドン・キホーテのテーマ～(編曲・コーラス・プロデュース）
- 青二プロ50周年ドラマCD『火の鳥～未来編～』（劇伴）
- 恵比寿ゴスペルクワイア（プロデュース）

### ラジオ番組制作＆パーソナリティー
- Realsongs（Episode 1）エフエム世田谷　2008年4月〜2009年10月
- Realsongs（Episode 2）エフエム世田谷　2012年8月〜2013年1月
- Color Sounds（Y'S ステーション） FMブルー湘南　2017年10月〜2019年3月　パーソナリティ；石原千恵子
- クラシック・パラダイス！（Episode 1）FMサルース＆FMしながわ　2019年9月〜2020年4月
- クラシック・パラダイス！（Episode 2）FMサルース＆FMしながわ　2020年7月〜2021年9月